# Abram Morozov
Abram Abramovitch Morozov (Абрам Абрамович Морозов), né en 1839 et mort en 1882 à Moscou, est un marchand et philanthrope moscovite de la dynastie des entrepreneurs Morozov. Il est citoyen d'honneur héréditaire, directeur du directoire de la manufacture de Tver, membre du conseil de la banque de la Volga et de la Kama et donateur pour les orphelinats. Il est le petit-fils du fondateur de la dynastie, Savva Vassilievitch Morozov et le premier mari de Varavara Alexeïevna (née Khloudova). Il est le père des frères Mikhaïl Morozov, Ivan Morozov et Arseni Morozov.

## Biographie
Comme le reste de la famille, c'est un vieux-croyant de confession. Il est tôt orphelin de père. Il écrivait avec des fautes et ne savait pas parler français.
Varvara Alexeïevna (née Khloudova) s'opposa longtemps à l'idée d'un mariage avec Abram Abramovitch, bien que leurs familles fussent proches et à l'initiative à ce projet, mais en 1869, elle donna finalement son accord sous la pression de son père. Juste avant son mariage, le fiancé se convertit à la branche vieille ritualiste au sein de l'Église orthodoxe russe.
Après le partage de l'héritage entre lui et son frère David, il fonde la « Compagnie de la manufacture de papier de Tver ». C'est ainsi qu'apparaît la branche dite de Tver des descendants d'Abram dont il est le fondateur. Il ne dirige pas longtemps les affaires de la manufacture, mais il a su rapidement les développer. C'est sa femme, Varvara, qui prend en main les affaires de l'entreprise.
À partir de 1877, Abram Morozov commence à souffrir de troubles psychiques sévères et jusqu'à sa mort, sa femme le soigne, ne souhaitant pas l'enfermer dans une clinique psychiatrique. Le fameux psychiatre Sergueï Korsakov, qui en était à ses débuts, tente de le soigner, mais finalement Morozov meurt le 8 février 1882.
Dans son testament, Morozov donne tous ses biens à ses enfants, Varvara exerçant la tutelle ; mais si elle se remariait elle perdrait tout droit sur le capital. Abram Abramovitch Morozov est enterré au cimetière vieux-ritualiste de Tous-les-Saints de Moscou, aujourd'hui disparu. Son nom est donné à la clinique psychiatrique de Devitche Pole à Moscou, construite par sa veuve en mémoire de son défunt mari.

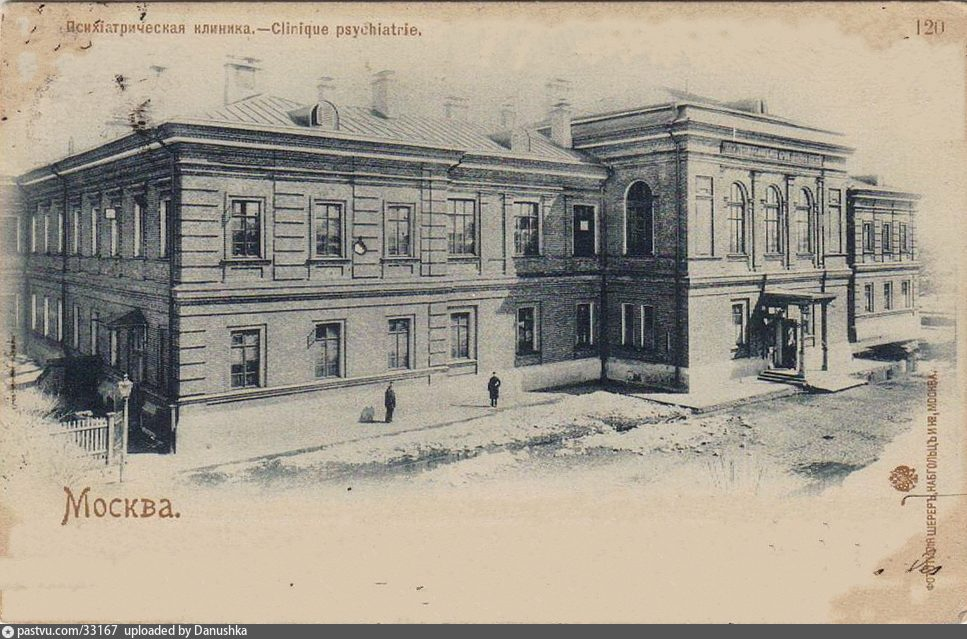
Clinique psychiatrique Morozov construite en 1887 à Moscou.

## Source de la traduction
- (ru) Cet article est partiellement ou en totalité issu de l’article de Wikipédia en russe intitulé « Морозов, Абрам Абрамович » (voir la liste des auteurs).